# Harold Connolly

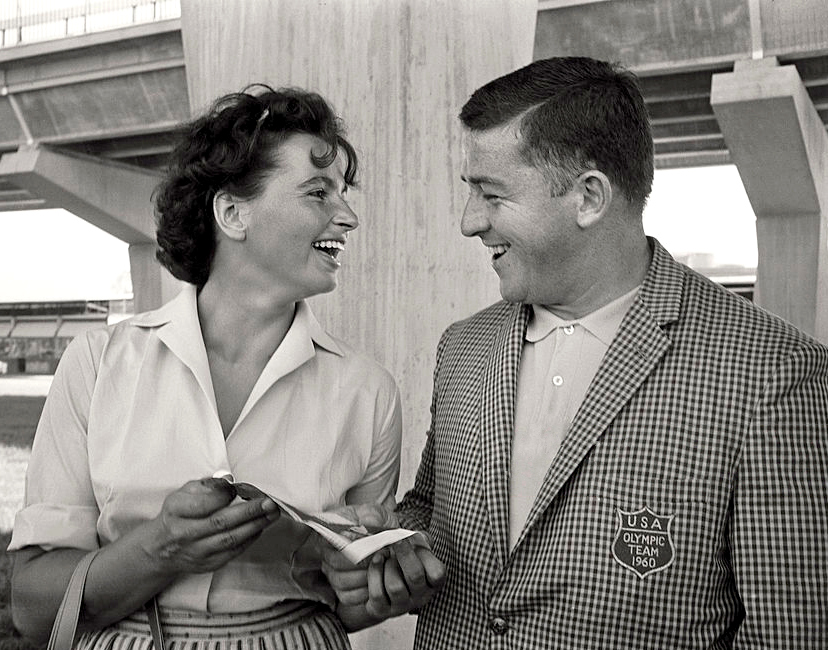
Hal Connolly en Olga Fikotová in 1960.

Harold Vincent (Hal) Connolly (Somerville (Massachusetts), 1 augustus 1931 - Catonsville, 18 augustus 2010) was een Amerikaans atleet, die gespecialiseerd was in het kogelslingeren. Hij werd olympisch kampioen en meervoudig Amerikaans kampioen in deze discipline. Hij verbeterde zevenmaal het wereldrecord. In totaal nam hij viermaal deel aan de Olympische Spelen en won hierbij één medaille (goud).

## Biografie

### Olympisch goud en zeven wereldrecords
De grootste prestatie van zijn atletiekcarrière was het behalen van een gouden medaille op de Olympische Spelen van 1956 in Melbourne bij het kogelslingeren. Tijdens zijn carrière was Connolly de eerste Amerikaan, die bij het kogelslingeren verder gooide dan 70 meter (70,33 m). Hij gooide zijn eerste van zeven wereldrecords voorafgaand aan de Olympische Spelen van 1956 en hield het bijna tien jaar in zijn bezit. Dit was zeer bijzonder, want Connolly had bij zijn geboorte aan zijn linkerarm een ernstige zenuwbeschadiging opgelopen, waardoor het goed ontwikkelen van zijn arm werd belemmerd. Hierna nam hij nog driemaal deel aan de Olympische Spelen, maar behaalde geen medailles meer. Zijn resultaten waren: 1960 (achtste), 1964 (zesde) en 1968 (geen finale).

### Leraar
Connolly behaalde zijn diploma in 1952 aan het Boston College en ging een lerarenopleiding volgen aan de Universiteit van Californië - Los Angeles. Zowel tijdens als na zijn sportcarrière werkte Connolly als leraar in Santa Monica. In 1988 ging hij met pensioen en ging aan de slag als uitvoerend directeur bij de Special Olympics, welke positie hij elf jaar zou bekleden.
Hij deed veel, onder meer via een website, om het kogelslingeren te promoten. Hij was hierin tot aan zijn dood actief.
Connolly gaf toe in zijn actieve tijd doping gebruikt te hebben.

### Privé
Tijdens de Olympische Spelen van 1956 begon Connolly een liefdesaffaire met de Tsjechische discuswerpster Olga Fikotová. Na de Spelen trouwden ze en in 1973 gingen ze uit elkaar. Hun zoon die uit dit huwelijk voortkwam, werd later een sterk meerkamper. Hierna trouwde Connolly met Pat Winslow, de vroegere coach van Evelyn Ashford en drievoudig olympisch kampioene op de 800 m en vijfkamp. Zijn jongste zoon Jim doet ook aan kogelslingeren en stond in 1999 derde op de Amerikaanse ranglijst.

## Titels
- Olympisch kampioen kogelslingeren - 1956
- Amerikaans indoorkampioen 35 pond werpen - 1960, 1965, 1966
- Amerikaans kampioen kogelslingeren - 1955, 1956, 1957, 1958, 1959, 1960, 1961, 1964, 1965

## Wereldrecords
| Afstand | Datum            | Plaats      |
| ------- | ---------------- | ----------- |
| 71,26 m | 29 mei 1965      | Walnut      |
| 71,06 m | 21 juli 1965     | Ceres       |
| 70,67 m | 12 augustus 1962 | Palo Alto   |
| 70,33 m | 20 juni 1960     | Walnut      |
| 68,68 m | 2 november 1958  | Los Angeles |
| 68,54 m | 2 november 1956  | Los Angeles |
| 66,71 m | 3 oktober 1956   | Boston      |

## Palmares

### kogelslingeren
- 1955:  Amerikaanse kamp. - 60,85
- 1956:  Amerikaanse kamp. - 62,75
- 1956:  OS - 63,19 m
- 1957:  Amerikaanse kamp. - 65,91
- 1958:  Amerikaanse kamp. - 68,68
- 1959:  Amerikaanse kamp. - 66,09
- 1959:  Pan-Amerikaanse Spelen - 59,67 m
- 1960:  Amerikaanse kamp. - 68,39
- 1960: 8e OS - 63,59 m
- 1961:  Amerikaanse kamp. - 65,08
- 1964: 6e OS - 66,65 m

### 35 pond werpen
- 1960:  Amerikaanse indoorkamp. - 21,70
- 1965:  Amerikaanse indoorkamp. - 21,35
- 1966:  Amerikaanse indoorkamp. - 21,61

1900: John Flanagan ·
1904: John Flanagan ·
1908: John Flanagan ·
1912: Matt McGrath ·
1920: Patrick Ryan ·
1924: Fred Tootell ·
1928: Pat O'Callaghan ·
1932: Pat O'Callaghan ·
1936: Karl Hein ·
1948: Imre Németh ·
1952: József Csermák ·
1956: Harold Connolly ·
1960: Vasili Roedenkov ·
1964: Romuald Klim ·
1968: Gyula Zsivótzky ·
1972: Anatoli Bondartsjoek ·
1976: Joeri Sedych ·
1980: Joeri Sedych ·
1984: Juha Tiainen ·
1988: Sergej Litvinov ·
1992: Andrej Abdoevalijev ·
1996: Balázs Kiss ·
2000: Szymon Ziółkowski ·
2004: Koji Murofushi ·
2008: Primož Kozmus ·
2012: Krisztián Pars ·
2016: Dilsjod Nazarov ·
2020: Wojciech Nowicki ·
2024: Ethan Katzberg